# Barry Lyndon (film)
Barry Lyndon is een film van Stanley Kubrick uit 1975, gebaseerd op de schelmenroman The Luck of Barry Lyndon van William Makepeace Thackeray uit 1844. Ryan O'Neal speelt de titelrol.

## Totstandkoming
Kubrick had oorspronkelijk zijn zinnen gezet op een verfilming van het leven van Napoleon. Napoleon was een typisch Kubrickpersonage. Vol twijfel, bezeten door dromen en macht, gekweld door het maken van verkeerde keuzes.
Kubrick kon echter de financiering niet rondkrijgen, omdat Waterloo van Dino De Laurentiis net uitgekomen en geflopt was, maar dit weerhield hem er niet van toch een historische film te maken. Hij koos uiteindelijk voor een ander project, dat zich in een iets eerdere periode afspeelde en dezelfde thema's omvatte.

## Verhaal

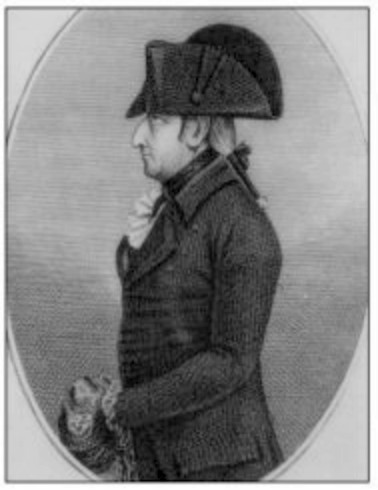
Andrew Robinson Stones inspireerde het verhaal

Het verhaal gaat over een jongeman die rond het midden van de 18e eeuw in een bescheiden Iers milieu opgroeit. De brutale, roekeloze, maar vooral erg ambitieuze jongen weigert zijn lot te accepteren en besluit zich voor te doen als edelman. Hij noemt zichzelf Sir Redmond Hillary of Barryton, in plaats van het armetierig klinkende Redmond Barry.
Met zijn valse naam, zijn bluf, vlotte babbel en opportunistische leugens weet hij zich tot in de hoogste kringen van de adel op te werken. Hij wordt af en toe ontmaskerd, maar hij weet elke keer opnieuw een uitweg te vinden. Geslepen als hij is schrikt hij niet voor risico's terug, wordt huursoldaat in de Zevenjarige oorlog, spion en assistent-valsspeler om edellieden bij het kaarten van hun geld af te helpen en leeft als een bon vivant; hij versiert vrouw na vrouw en gooit zijn geld over de balk. 
Ook onder de overige personages is er vrijwel niemand die er eerbare motieven op nahoudt. Er komen wel wat meelijwekkende 'gewone' figuren in voor, zoals een oorlogsweduwe op het Duitse platteland, met wie Barry als gedroste huursoldaat een kortstondige affaire heeft. Hij weet het uiteindelijk aan te leggen met Lady Lyndon (Marisa Berenson), wier rijke echtgenoot op zijn laatste benen loopt. Na diens dood trouwt hij haar en ontleent aan haar met koninklijk goedvinden zijn nieuwe naam. 
Uiteindelijk heeft hij bereikt wat hij dacht te begeren, maar toch voelt hij zich niet gelukkig; bovendien moet hij om zijn bezit werkelijk veilig te stellen nog een adellijke titel hebben. Hij steekt zich in de schulden om zijn relatienetwerk op te bouwen. De gewetenloosheid en leugenachtigheid die hem zo hoog hebben doen stijgen, brengen hem echter ook ten val. Hij geeft zijn stiefzoon vanaf het begin van zijn huwelijk met Lady Lyndon alle reden om hem te haten. Barry maakte Lady Lyndon namelijk nodeloos ongelukkig, al was ze zelf vermoedelijk niet veel beter dan hij. Ze dankte haar geld aan de nalatenschap van haar vorige echtgenoot. 
Een gevoel van eenzaamheid bekruipt Barry en zijn enige eigen zoontje komt bij een ongeluk om het leven. Op het einde van de film raakt hij tijdens een duel met zijn stiefzoon blijvend invalide. Hij wordt door die stiefzoon van huis en haard verdreven en moet weer als valsspeler aan de kost komen. Barry beseft uiteindelijk dat hij in zijn leven nooit echt gelukkig is geweest.

## Rolverdeling
| Acteur            | Personage               |
| ----------------- | ----------------------- |
| Michael Hordern   | verteller               |
| Ryan O'Neal       | Redmond Barry           |
| Marisa Berenson   | Lady Lyndon             |
| Patrick Magee     | Chevalier de Balibari   |
| Hardy Krüger      | Potzdorf                |
| Gay Hamilton      | Nora Brady              |
| Godfrey Quigley   | Grogan                  |
| Steven Berkoff    | Lord Ludd               |
| Marie Kean        | Belle                   |
| Murray Melvin     | Samuel Runt             |
| Frank Middlemass  | Charles Reginald Lyndon |
| Leon Vitali       | Lord Bullingdon         |
| Dominic Savage    | jonge Bullingdon        |
| Leonard Rossiter  | John Quin               |
| André Morell      | Lord Wendover           |
| Anthony Sharp     | Lord Hallam             |
| Philip Stone      | Graham                  |
| David Morley      | Bryan Patrick Lyndon    |
| Diana Koerner     | Lieschen                |
| Arthur O'Sullivan | Feeney                  |
| Billy Boyle       | Seamus Feeney           |
| Jonathan Cecil    | Jonathan Fakenham       |
| Peter Cellier     | Sir Richard Brevis      |
| Geoffrey Chater   | Dr Broughton            |
| Wolf Kahler       | prins van Tübingen      |
| Liam Redmond      | Mr Brady                |
| Roger Booth       | koning George III       |
| Ferdy Mayne       | Bulow                   |
| John Sharp        | Doohan                  |
| Pat Roach         | Toole                   |
| Hans Meyer        | Schulffen               |

## Productie

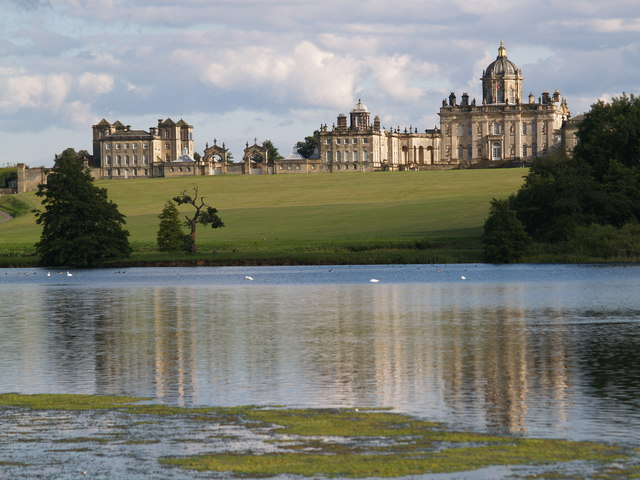
Castle Howard diende als decor

Men observeert een personage dat geobsedeerd is door geld en macht, valt en weer opstaat, maar nooit blijvend geluk vindt. De film bevat voornamelijk korte dialogen en het acteerwerk is statisch.

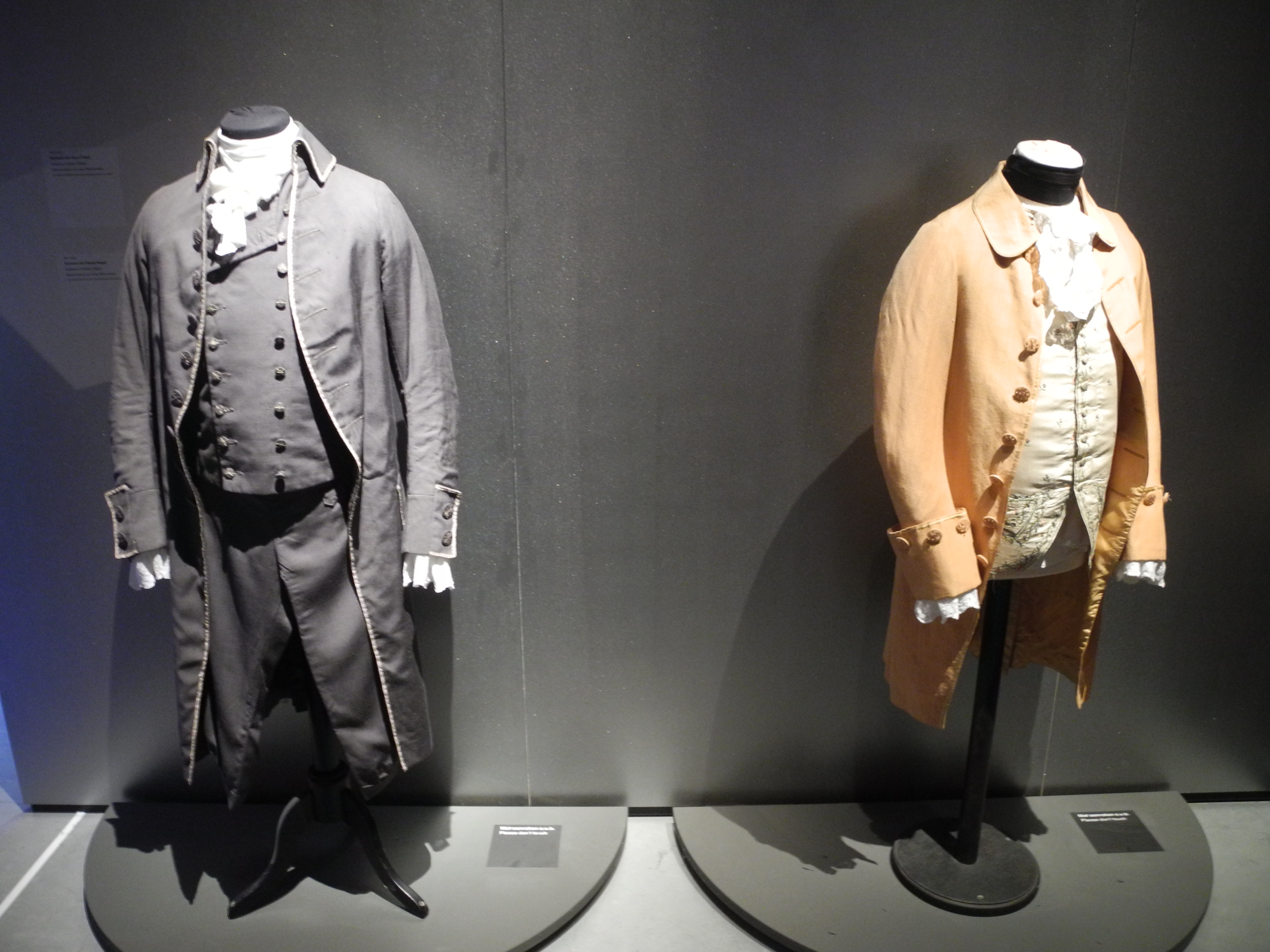
Kostuums uit de film

Kubrick filmde Barry Lyndon twee jaar lang op locatie in Ierland, Engeland en Duitsland. Om de authenticiteit te vergroten filmde hij alleen op bestaande locaties, in gebouwen en interieurs uit de 18e eeuw. Hij liet speciale cameratechnieken ontwikkelen, filmde op 35mm-film  en bedacht een speciaal ontwikkelproces waarbij de kleuren van de film net lijken op die van een olieverfschilderij of een tekening van pastelkrijt.
Hij stond erop dat de film zonder kunstlicht gefilmd zou worden en dus moesten ook de avond- en dineerscènes met echt kaarslicht gefilmd worden. Dit leek eerst niet mogelijk, omdat er onvoldoende lichtgevoelig filmmateriaal was. Kubricks cameraman John Alcott bedacht een oplossing: hij wist de hand te leggen op een lichtsterk (50 mm f/0.7 Zeiss) objectief van de NASA, dat normaal gebruikt werd bij satellietopnames.
Voor de film werden de prachtigste kostuums ontworpen en er werden zelfs authentieke 18e-eeuwse jurken en uniformen aangeschaft. Ook de make-up en pruiken werden vervaardigd volgens Kubricks gedetailleerde en perfectionistische maatstaven.
De beelden worden voortdurend begeleid door klassieke muziek. De film telt in totaal zeventien muziekstukken, allemaal van componisten als Händel, Mozart, Schubert, het tweede deel van het tweede pianotrio, het Andante con moto, Vivaldi, Frederik de Grote met Der Hohenfriedberger en Ierse volksmuziek Mná na hÉireann door The Chieftains. Kubrick draaide zelf klassieke muziek tijdens de opnames en liet de acteurs bewegen op het ritme van de muziek. Samen met de schitterende beelden, de voortdurende aanwezigheid van klassieke muziek, het trage verhaaltempo, de langzame montage en het geringe aantal dialogen groeide Barry Lyndon uit tot een soort cinematografisch ballet.
Barry Lyndon was destijds geen commercieel succes, maar werd door de jaren heen steeds meer gewaardeerd, vooral door de aanhangers van Kubrick en zijn manier van verfilmen.

## Wetenswaardigheden
- De productie van Barry Lyndon zou oorspronkelijk plaatsvinden in Ierland, waar het verhaal zich ook afspeelt. Het bleek dat Stanley Kubrick bedreigd werd door de IRA, vanwege de grote rol van de Engelse soldaten in de film. De productie werd hierom verplaatst naar Schotland.[3] [4]